# 高城可奈
高城可奈（1月31日—），日本漫畫家。
出道作品最初連載於少女雜誌「蘋果神秘」，但已休刊了，因此從2000年7月起在「COMIC Crimson 」開始連載漫畫。然而，連載前世今生的雜誌「COMIC Crimson 」也發售到2003年7月就停刊了。那麼，其次就在學研季刊「幻想書信」畫的「吸血鬼十字架」，然而這裡也是2005年1月停刊。目前現在在「朝日新聞社」的「夢幻館」雜誌，正在連載著前世今生的劇情。

## 作品
- 夏的誘惑、全1冊
- 吸血鬼十字架、全2冊、原名
- 前世今生系列、原名
  1. 第1部、全10冊
  2. 《前世今生second stage》、全3冊
  3. 《前世今生Ⅲthird stage》、7冊待續

## 外部連結
http://blog.livedoor.jp/kana_t_orange/ （页面存档备份，存于）  KANAのおもちゃ箱(作者官方網站)